# I Like It
I Like It (lit. ‘M'agrada’) és una cançó de la rapera nord-americana Cardi B, el raper porto-riqueny Bad Bunny i el cantant colombià J Balvin. Va ser llançada a través d'"Atlantic Records" com a quart senzill de l'àlbum d'estudi debut de la rapera, Invasion of Privacy (2018). Va ser escrita per Cardi B, Bad Bunny, J Balvin i Tony Pabon, i va ser produïda per J. White i Invincible. El vídeo musical de la cançó té actualment més d'un milió de visualitzacions aYouTube.
Abans del seu llançament com a senzill, la cançó va aconseguir debutar a la vuitena posició del llistat Billboard Hot 100 als Estats Units, éssent la cinquena entrada top 10 de Cardi B a la llista i el debut més alt de les cançons de l'àlbum, totes van aconseguir debutar al Hot 100 durant la primera setmana de llançament de l'àlbum. El 2 de juliol aconsegueix arribar al lloc número u del Billboard Hot 100 aconseguint així un rècord únic per una rapera. D'altra banda, va ser una de les cançons interpretades durant l'espectacle de mig temps del Super Bowl LIV, dut a terme el 2 de febrer de 2020.

## Producció
La cançó fusiona trap i salsa. Compta amb parts de la cançó de Pete Rodriguez I Like It Like That. A causa de la participació de Bad Bunny i J Balvin, la cançó s'interpreta mig en anglès i en espanyol.